# Tanah Abang
Tanah Abang è un sottodistretto (in indonesiano: kecamatan) di Giacarta Centrale, in Indonesia.

## Suddivisioni
Il distretto è suddiviso in sette villaggi amministrativi (in indonesiano: kelurahan):
- Bendungan Hilir
- Karet Tengsin
- Kebon Melati
- Kebon Kacang
- Kampung Bali
- Petamburan
- Gelora